# Gruppo di NGC 862
Il Gruppo di NGC 862 comprende tre galassie situate nella costellazione della Fenice. La distanza media tra il centro di massa di questo gruppo e la nostra Via Lattea è di circa 251 milioni di anni luce (77 Mpc).

## Membri
Le galassie componenti il gruppo, indicate nell'articolo di Garcia del 1993, sono:
| Nome      | Classificazione | Tipo               | RA (J2000.0)  | DEC (J2000.0) | Velocità radiale (km/s) | Magnitudine apparente | Distanza (Mpc) | Dimensioni (kal) |
| --------- | --------------- | ------------------ | ------------- | ------------- | ----------------------- | --------------------- | -------------- | ---------------- |
| NGC 822   | E?              | Ellittica          | 02h 06m 39.1s | -41° 09′ 24″  | 5430 ± 19               | 13,2                  | 77,6 ± 5,4     | 130              |
| NGC 862   | E?              | Ellittica          | 02h 06m 03.0s | -42° 02′ 01″  | 5395 ± 18               | 11,8                  | 77,2 ± 5,5     | 163              |
| ESO 298-8 | SAB(rs)c        | Spirale intermedia | 02h 06m 16.4s | -41° 31′ 23″  | 5379 ± 8                | 14,68                 | 76,8 ± 5,4     | 146              |

Il sito DeepskyLog permette di trovare agevolmente le costellazioni in cui si trovano le galassie; in alternativa si possono utilizzare le coordinate delle galassie per individuarle. Se non altrimenti indicato, le coordinate sono quelle fornite dal sito NASA/IPAC (National Aeronautics and Space Administration / Infrared Processing and Analysis Center).